# Beukelaar (plaats)
Beukelaar (Veghels dialect: Buukeler) is een buurtschap  in de Noord-Brabantse gemeente Meierijstad.

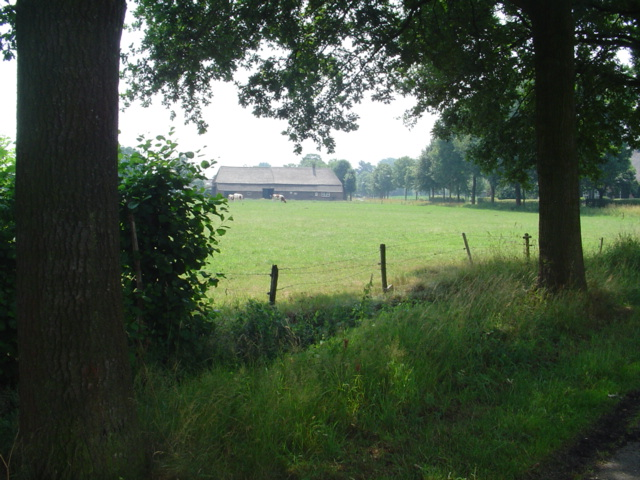
Boerderij aan De Stad (Davelaar), voorheen Beukelaar
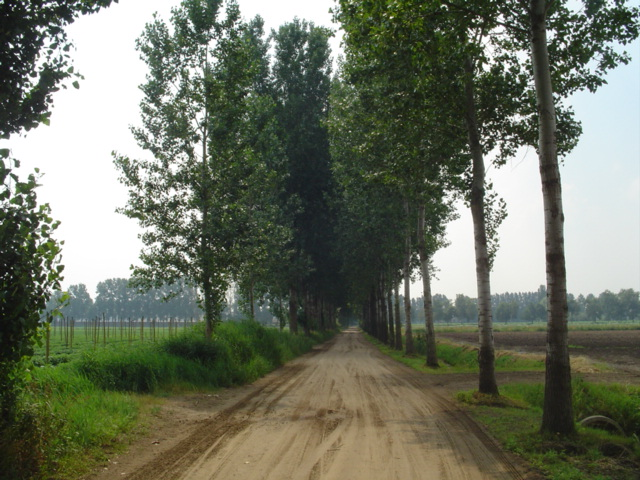
Populierenlandschap aan Het Broek, aangelegd op het oude Beukelaars Broek

## Ligging
De buurtschap Beukelaar is gelegen ten zuidoosten van de kern Veghel.
Het gehucht ligt op de voormalige overgang van akkerland naar heidegrond, die gevormd werd door het vroeger uitgestrekte Beukelaarse broek. Dit broeklandschap, tegenwoordig kortweg aangeduid als 't Broek, werd in de 19e eeuw rationeel ontgonnen en vanwege de lemige ondergrond beplant met populieren, waardoor hier een karakteristiek Meierijs populierenlandschap ontstond. Dit is heden ten dage nog herkenbaar.

## Geschiedenis
Beukelaar wordt voor het eerst vermeld in 1410. Het gehucht bestond vroeger uit verspreid gelegen boerenhoeven. De naam Beukelaar wijst op een voormalig bosgebied dat hier lag. Het naamsdeel -laar duidt op een deel van het bos dat door de nabije bewoners werd gebruikt als veeweide. Het naamsdeel beuk verwijst naar de gelijknamige boomsoort die vaak groeit op vochtige leemhoudende grond. Het toponiem Beuk komt in de directe nabijheid frequenter voor, zoals in de toponiemen Hoge Boekt en Lage Boekt.

## Ontwikkelingen
In de 20e eeuw werd een deel van de Beukelaar bebouwd als villawijk. Momenteel zijn er uitbreidingsplannen van Veghel-zuidoost die het totale gebied van de Beukelaar behelzen.
Woonplaatsen: Erp · Schijndel · Sint-Oedenrode · Veghel

Dorpen: Boerdonk · Boskant · Eerde · Keldonk · Mariaheide · Nijnsel · Olland · Wijbosch · Zijtaart

Bedrijventerreinen: De Amert · De Dubbelen · Doornhoek · Oude Haven      Havengebied: Veghel-Haven

Buurtschappen: Achterste Hermalen · Beukelaar · Bolst · Borne · Bus · De Bus (Schijndel) · De Bus (Sint-Oedenrode) ·  De Haag · Dijk · Dorshout · Driehuizen · Eerschot · Elde · Everse · Ham · Havelt · Hazelberg · Hermalen · Het Schoor · Heuvel · Heuvelberg · Hoek · Hoeves · Hoogebiezen · Houterd · Hurkske · Jekschot · Kapeleind · De Kempkens · Kilsdonk · Koevering · Kraanmeer · Kremselen · Lagebiezen · De Laren · Lieseind · Looieind · Meijldoorn · Middegaal · Morsche Hoef · Mosbulten · Oetelaar · Rijkerbeek · Vernhout · Zondveld · Zwijnsbergen

Noord-Brabant: Steden en dorpen      Nederland: Provincies · Gemeenten